# جاك جاي بوشارد
جاك جاي بوشارد هو شخصية أعمال كندي، ولد في 2 سبتمبر 1907 في Mauricie ‏ في كندا، وتوفي في 26 يناير 1982.